# Adore You (Harry Styles-dal)
Az Adore You Harry Styles angol énekes dala, ami második stúdióalbumán, a Fine Line-on (2019) jelent meg. 2019. december 6-án jelent meg az album második kislemezeként az Erskine és Columbia Records kiadókon keresztül. A dalt Styles, Amy Allen, Kid Harpoon és Tyler Johnson szerezte és az utóbbi kettő volt a kislemez producere is. Az Adore You stílusát tekintve egy pop, funk, diszkó, pszichedelikus pop és pop-rock ballada, aminek hangszerelése főként gitárokból, szintetizátorokból, különböző rézfúvós és ütőhangszerekből áll. A szám egy szerelmes dal, amiben Styles egy kapcsolat első hónapjairól beszél.
Megjelenését követően méltatták a zenekritikusok, akik kiemelték a produceri munkát a számon és Styles hangját. Hasonlították olyan előadók munkájához, mint a The 1975, Mark Ronson és Justin Timberlake. Az Adore You kereskedelmileg nagyon sikeres volt. A dal hatodik lett a Billboard Hot 100-on, illetve hetedik a brit kislemezlistán és elérte az első tíz helyet Ausztráliában, Írországban, Kanadában, Skóciában, Új-Zélandon és Vallóniában (Belgium). Több régióban is kiérdemelt minősítéseket, például platinát a Brit Hanglemezgyártók Szövetségétől (BPI), illetve tripla és dupla platinát az Ausztrál Hanglemezgyártók Szövetségétől (ARIA) és az Amerikai Hanglemezgyártók Szövetségétől (RIAA).
Az Adore You videóklipjét Dave Meyers rendezte és a dallal egy időben jelent meg a YouTube-on. Skóciában forgatták, a klipben Styles a kitalált Eroda szigetén él, ahol összebarátkozik egy arany színű hallal és gondozza őt. A videót egy gerillamarketing-kampány előzte meg, aminek részeként létrehoztak egy turisztikai weboldalt a szigetnek és elkészítették annak Twitter-oldalát is. A dal népszerűsítésének érdekében Styles többször is előadta, többek között a The Graham Norton Show és a Late Late Show with James Corden műsorán.

## Háttér és kompozíció
Az Adore You-t Styles, Amy Allen, illetve Kid Harpoon és Tyler Johnson producerek szerezték. A maszterelést Randy Merrill végezte, míg Spike Stent keverte a kislemezt. A Rolling Stone szerint a dalt 2019 tavaszának utolsó hetében írták, egy hirtelen inspirációnak köszönhetően. Az Adore You stílusát tekintve funk, diszkó, pop-rock, míg inspirálta az 1970-es évek zenéje, illetve soul és R&B elemeket is felhasznál. A dal három perc és huszonhét másodperc hosszú, 4/4-es ütemben íródott, c-mollban. Tempója 100 bpm és akkordmenete Cm–E♭–A♭–B♭. Emellett Styles hangja B♭4 és B♭5 között mozog. A dalon rétegezett gitárok, szintetizátorok, illetve basszusgitár és dobok hallhatók.

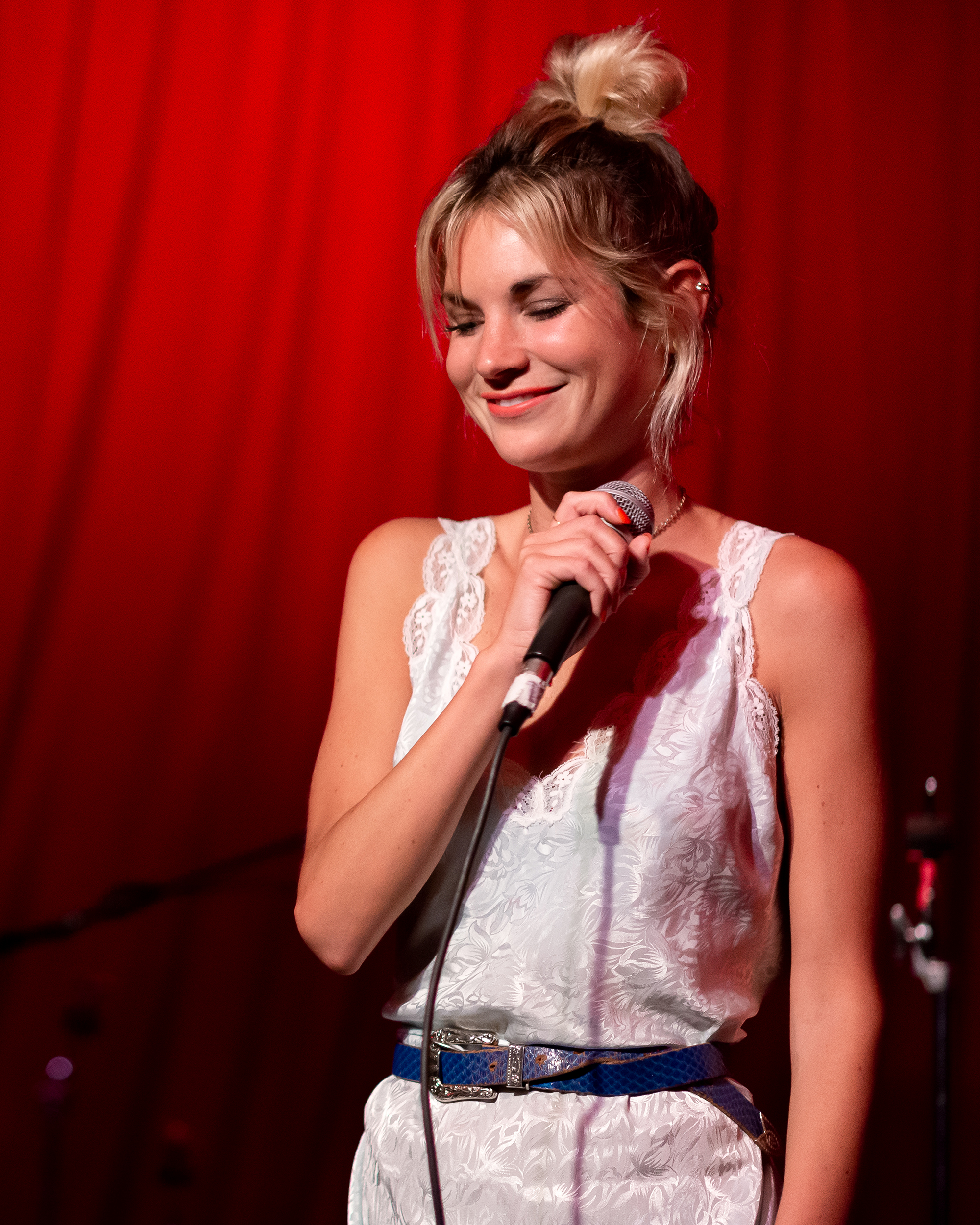
Amy Allen, a dal egyik szerzője

A dalban hallható ütőhangszereket „pezsgő”-ként írták le szakértők, egy elektromos gitár szólójával záródik. Rea McNamara (Now) megjegyezte, hogy a dal basszusa inspirációkat von az 1980-as évek zenéjéből, míg Gregory Robinson (The Guardian) azt mondta róla, hogy modern és elektronikus. Chris Willman (Variety) szerint a dal egy „lüktető alapra és funk ritmusú gitárra” épül.
Dalszövegét tekintve az Adore You szerelemről szól. Az NPR Music-nak adott interjújában Styles azt mondta, hogy a dal „kicsit hasonlít arra, amiről a Watermelon Sugar is szól – az az első izgalmas időszak, miután megismersz valakit.” Egy interjúban Amy Allen azt mondta, hogy „Teljesen egy szerelmes dal,” ami „a 70-es évekre emlékeztet.”  Az első versszakban Styles színpompás szövegeket és gyümölcs metaforákat használ, mielőtt a refrén előtt beismeri sóvárgását a dal alanyáért.

## Megjelenés és népszerűsítése
2019. november 20-án a @visiteroda Twitter-fiókon, ami októberben született meg, megjelent a következő poszt: „Eroda szigetének gazdag történelme beleágyazódott a mindennapi életbe, hiszen a múlt épületeinek romjai napjainkig is fennmaradtak. #VisitEroda.” Nem sokkal később egy weboldal és hirdetések is megszülettek a szigetnek a Facebook és a Google felületein is, illetve kérdéseket is megválaszoltak Twitteren a @visiteroda kezelői. Nem sokkal később kiderült, hogy a sziget nem létezett és egy marketing kampány volt Styles következő kislemezéhez. December 2-án Styles hivatalosan is bejelentette a dal címét és a kiadási dátumot közösségi média oldalain. A videóklip központjában is Eroda állt. Az kislemez borítója egy tarot kártya stílusában készült el és Styles látható rajta, ahogy egy óceánban imádkozik, körülötte öt hallal. A dal videóklipje inspirálta. Az Adore You you 2019. december 6-án lett elérhető, mint digitális letöltés, illetve streaming platformokon, az Erskine és a Columbia Records kiadásában.
Styles először 2019. december 7-én adta elő a dalt, a The Graham Norton Show műsorán. December 9-én előadta a Capital FM 2019-es Jingle Bell Ball koncertjén Londonban. Másnap ismét fellépett, ezúttal a The Late Late Show with James Corden műsorának részeként. A díszlet része volt egy hajó, illetve hullámok. Nina Corcoran (Consequence of Sound) méltatta Styles teljesítményét, azt írva, hogy „Talán az öltönye, talán azért, ahogy mozgott a dal hangszeres átvezetője közben, de nagy Bowie-hangulata volt a fellépésnek.” December 18-án előadta az Adore You-t a BBC Radio 1 Live Lounge műsorában, illetve elhangzott a Los Angeles-ben, a The Forumban előadott koncertjén is. 2020. február 27-én ismét előadta a dalt, ezúttal a The Today Show részeként, majd egy nappal később az öt dal egyike volt, amivel fellépett a Sirius XM és Pandora Radio közös koncertjén. 2020. március 16-án jelent meg az NPR Music-kal felvett Tiny Desk Concert, ahol a dal ismét hallható volt, a Cherry, a Watermelon Sugar és a To Be So Lonely mellett.

## Díjak és jelölések
| Év   | Díjátadó                 | Kategória                            | Eredmény | For.   |
| ---- | ------------------------ | ------------------------------------ | -------- | ------ |
| 2020 | MTV Video Music Awards   | Legjobb rendezés                     | Jelölve  | [ 37 ] |
| 2020 | MTV Video Music Awards   | Legjobb művészi rendezés             | Jelölve  | [ 37 ] |
| 2020 | MTV Video Music Awards   | Legjobb speciális effektek           | Jelölve  | [ 37 ] |
| 2020 | Rockbjörnen              | Az év külföldi dala                  | Jelölve  | [ 38 ] |
| 2020 | TEC Awards               | Produceri munka / Kislemez vagy szám | Jelölve  | [ 39 ] |
| 2020 | 2020 MVPA Awards         | Legjobb popvideó                     | Elnyerte | [ 40 ] |
| 2021 | APRA Music Awards        | Legtöbbet előadott nemzetközi munka  | Jelölve  | [ 41 ] |
| 2021 | Ivor Novello-díj         | PRS a legtöbbet előadott dalért      | Elnyerte | [ 42 ] |
| 2021 | Grammy-díj               | Legjobb videóklip                    | Jelölve  | [ 43 ] |
| 2021 | BMI Pop Awards           | Az év legtöbbet előadott dalai       | Elnyerte | [ 44 ] |
| 2021 | ASCAP Pop Music Awards   | Díjazott dalok                       | Elnyerte | [ 45 ] |
| 2021 | Billboard Music Awards   | Legjobb rádiós dal                   | Jelölve  | [ 46 ] |
| 2021 | iHeartRadio Music Awards | Legjobb dalszöveg                    | Elnyerte | [ 47 ] |

## Közreműködők és felvételek

### Felvételek
- Felvételek: RAK Studios (London, Egyesült Királyság), Harpoon House (Los Angeles, Kalifornia) és a Henson Recording Studios (Hollywood, Kalifornia)
- Keverve az EastWest Stúdióban (Los Angeles, Kalifornia)
- Maszterelve a Sterling Sound stúdióban (Edgewater, New Jersey)

### Közreműködők
| - Harry Styles – vokál, háttérénekes, dalszerző - Kid Harpoon – producer, dalszerző, dobok, basszusgitár, elektromos gitár, dob programozás, billentyűk, hangmérnök - Tyler Johnson – co-producer, dalszerző, dob programozás, billentyűk - Amy Allen – dalszerző, háttérénekes | - Jeremy Hatcher – hangmérnök - Matt Tuggle – asszisztens hangmérnök - Michael Freeman – keverési asszisztens - Spike Stent – keverés - Randy Merrill – maszterelés |

## Slágerlisták
| Slágerlista (2019–2020)               | Legmagasabb pozíció |
| ------------------------------------- | ------------------- |
| Argentina (Argentina Hot 100)         | 56                  |
| Ausztrália (ARIA)                     | 7                   |
| Ausztria (Ö3 Austria Top 40)          | 56                  |
| Belgium (Ultratop 50 Flanders)        | 12                  |
| Belgium (Ultratop 50 Wallonia)        | 8                   |
| Bolívia (Monitor Latino)              | 7                   |
| Brazília (Top 100 Brasil)             | 66                  |
| Csehország (Rádio Top 100)            | 32                  |
| Csehország (Singles Digitál Top 100)  | 17                  |
| Dánia (Tracklisten Top 40)            | 27                  |
| Egyesült Királyság (UK Singles Chart) | 7                   |
| Észtország (Eesti Tipp-40)            | 15                  |
| FÁK (TopHit)                          | 146                 |
| Finnország (Singlet Top 20)           | 19                  |
| Franciaország (Single Top 100)        | 126                 |
| Global 200 (Billboard)                | 68                  |
| Görögország (IFPI International)      | 15                  |
| Hollandia (Top 40)                    | 11                  |
| Hollandia (Single Top 100)            | 24                  |
| Horvátország (HRT)                    | 8                   |
| Izland (Plötutíðindi)                 | 6                   |
| Írország (IRMA)                       | 4                   |
| Kanada (Canadian Hot 100)             | 10                  |
| Kanada AC (Billboard)                 | 1                   |
| Kanada CHR/Top 40 (Billboard)         | 5                   |
| Kanada Hot AC (Billboard)             | 2                   |
| Lengyelország (Polish Airplay Top 20) | 11                  |
| Lettország (LAIPA)                    | 12                  |
| Litvánia (AGATA)                      | 5                   |
| Magyarország (Rádiós Top 40)          | 9                   |
| Magyarország (Single Top 40)          | 15                  |
| Magyarország (Stream Top 40)          | 24                  |
| Malajzia (RIM)                        | 16                  |
| Mexikó (Billboard Airplay)            | 24                  |
| Németország (Media Control Charts)    | 82                  |
| Norvégia (VG-lista)                   | 34                  |
| Olaszország (FIMI)                    | 78                  |
| Portugália (AFP Top 100 Singles)      | 13                  |
| Románia (Airplay 100)                 | 60                  |
| Skócia (Scottish Singles Top 40)      | 4                   |
| Spanyolország (PROMUSICAE)            | 83                  |
| Svájc (Schweizer Hitparade)           | 35                  |
| Svédország (Sverigetopplistan)        | 40                  |
| Szingapúr (RIAS)                      | 14                  |
| Szlovákia (Rádio Top 100)             | 40                  |
| Szlovákia (Singles Digitál Top 100)   | 23                  |
| Szlovénia (SloTop50)                  | 4                   |
| US Billboard Hot 100                  | 6                   |
| US Adult Contemporary (Billboard)     | 1                   |
| US Adult Top 40 (Billboard)           | 2                   |
| US Dance/Mix Show Airplay (Billboard) | 7                   |
| US Mainstream Top 40 (Billboard)      | 1                   |
| US Rolling Stone Top 100              | 13                  |
| Új-Zéland (Recorded Music NZ)         | 6                   |

| Slágerlista (2020)                     | Pozíció |
| -------------------------------------- | ------- |
| Ausztrália (ARIA)                      | 11      |
| Belgium (Ultratop Flandria)            | 35      |
| Belgium (Ultratop Vallónia)            | 42      |
| Dánia (Tracklisten)                    | 45      |
| Egyesült Királyság (UK Singles)        | 16      |
| Hollandia (Dutch Top 40)               | 37      |
| Hollandia (Single Top 100)             | 74      |
| Horvátország (HRT)                     | 20      |
| Izland (Plötutíðindi)                  | 13      |
| Írország (IRMA)                        | 19      |
| Kanada (Canadian Hot 100)              | 12      |
| Lengyelország (Polish Airplay Top 100) | 58      |
| Magyarország (Rádiós Top 40)           | 21      |
| Magyarország (Stream Top 40)           | 82      |
| Panama (Monitor Latino Airplay)        | 96      |
| Portugália (AFP)                       | 38      |
| Svájc (Schweizer Hitparade)            | 99      |
| Svédország (Sverigetopplistan)         | 88      |
| US Billboard Hot 100                   | 6       |
| US Adult Contemporary (Billboard)      | 7       |
| US Adult Top 40 (Billboard)            | 5       |
| US Dance/Mix Show Airplay (Billboard)  | 13      |
| US Mainstream Top 40 (Billboard)       | 2       |
| Új-Zéland (Recorded Music NZ)          | 18      |

| Slágerlista (2021)                | Pozíció |
| --------------------------------- | ------- |
| Global 200 (Billboard)            | 145     |
| Portugália (AFP)                  | 162     |
| US Adult Contemporary (Billboard) | 7       |

## Minősítések
| Régió | Minősítés               | Eladott példányszám |
| --- | ----------------------- | ------------------- |
| Argentína (CAPIF) | Aranylemez              | 20 000              |
| Ausztrália (ARIA) | 7× Platinalemez         | 490 000‡            |
| Ausztria (IFPI Austria)                                                                                                 | Platinalemez            | 30 000‡             |
| Belgium (BEA) | Platinalemez            | 40 000‡             |
| Brazília (Pro-Música Brasil)                                                                                            | 3× Gyémántlemez         | 480 000‡            |
| Dánia (IFPI Danmark) | Platinalemez            | 90 000‡             |
| Egyesült Államok (RIAA)                                                                                                 | 5× Platinalemez         | 5 000 000‡          |
| Egyesült Királyság (BPI)                                                                                                | 2× Platinalemez         | 1 200 000‡          |
| Franciaország (SNEP) | Aranylemez              | 100 000‡            |
| Kanada (Music Canada)                                                                                                   | 6× Platinalemez         | 480 000‡            |
| Lengyelország (ZPAV) | 3× Platinalemez         | 60 000‡             |
| Mexikó (AMPROFON) | Gyémántlemez+Aranylemez | 330 000‡            |
| Németország (BVMI) | Aranylemez              | 200 000‡            |
| Norvégia (IFPI Norway)                                                                                                  | Platinalemez            | 60 000‡             |
| Olaszország (FIMI) | Aranylemez              | 35 000‡             |
| Portugália (AFP) | 2× Platinalemez         | 20 000‡             |
| Svájc (IFPI Switzerland)                                                                                                | Platinalemez            | 20 000‡             |
| Új-Zéland (RMNZ) | Platinalemez            | 30 000‡             |
| Streaming |                         |                     |
| Görögország (IFPI Greece)                                                                                               | Aranylemez              | 1 000 000†          |
| ‡ Eladási+streaming példányszámok kizárólag a minősítés alapján. † Csak streaming számok kizárólag a minősítés alapján. |                         |                     |

## Kiadások
| Ország             | Dátum              | Formátum                     | Kiadó            | For.    |
| ------------------ | ------------------ | ---------------------------- | ---------------- | ------- |
| Világszerte        | 2019. december 6.  | digitális letöltés streaming | Erskine Columbia | [ 148 ] |
| Ausztrália         | 2019. december 6.  | kortárs slágerrádió          | Sony Columbia    | [ 149 ] |
| Egyesült Királyság | 2019. december 6.  | kortárs slágerrádió          | Erskine Columbia | [ 150 ] |
| Egyesült Királyság | 2019. december 7.  | felnőtt kortársrádió         | Erskine Columbia | [ 151 ] |
| Egyesült Államok   | 2019. december 9.  | felnőtt kortársrádió         | Columbia         | [ 152 ] |
| Egyesült Államok   | 2019. december 10. | kortárs slágerrádió          | Columbia         | [ 153 ] |
| Olaszország        | 2020. január 3.    | kortárs slágerrádió          | Sony             | [ 154 ] |